# Edwin Starr
Edwin Starr (Nashville, 21 de janeiro de 1942 - Chilwell, 2 de abril de 2003) foi um cantor americano de soul.
Starr nasceu no Tennessee e cresceu em Ohio, e mais tarde viveu em Detroit enquanto cantava para Ric Tic e Motown Records. Ele foi apoiado pela banda que mais tarde se tornaria conhecida como "Black Merda". Hawkins e Veasey do grupo tocaram na maioria de seus primeiros hits no selo Ric Tic.  O cantor fez sucesso com as canções "War", "25 Miles" e "Stop the War Now" foram grandes sucessos na década de 1960. Starr se mudou para o Reino Unido na década de 1970, onde continuou a produzir música, vivendo lá até sua morte.

## Discografia

### Álbuns
- Soul Master (1968)
- 25 Miles (1969)
- Just We Two (1969) com Blinky
- War & Peace (1970)
- Involved (1971)
- Hell Up in Harlem (Soundtrack) (1974)
- Free to Be Myself (1975)
- Clean (1978)
- Happy Radio (1979)
- Stronger Than You Think I Am (1979)
- For Sale (1983)

### Singles
| Year | Single                                                   | Chart positions | Chart positions | Chart positions |
| Year | Single                                                   | US Pop          | US R&B          | UK              |
| ---- | -------------------------------------------------------- | --------------- | --------------- | --------------- |
| 1965 | "Agent Double-O-Soul"                                    | 21              | 8               | –               |
| 1965 | "Back Street"                                            | 95              | 33              | –               |
| 1966 | "Stop Her on Sight (S.O.S.)"                             | 48              | 9               | 35              |
| 1966 | "I'll Love You Forever" The Holidays                     | 63              | 7               | –               |
| 1966 | "Headline News"                                          | 84              | –               | 39              |
| 1967 | "Girls Are Getting Prettier"                             | –               | –               | –               |
| 1967 | "You're My Mellow"                                       | –               | –               | –               |
| 1967 | "I Want My Baby Back"                                    | –               | –               | –               |
| 1968 | "I Am The Man For You Baby"                              | –               | –               | –               |
| 1968 | "Way Over There"                                         | –               | –               | –               |
| 1968 | "Stop Her on Sight (S.O.S.)" / "Headline News" (reissue) | –               | –               | 11              |
| 1969 | "Twenty-Five Miles"                                      | 6               | 6               | 36              |
| 1969 | "I'm Still A Struggling Man"                             | 80              | 27              | –               |
| 1969 | "Oh How Happy" Blinky & Edwin Starr                      | 92              | –               | –               |
| 1970 | "Time"                                                   | 117             | 39              | –               |
| 1970 | "War"                                                    | 1               | 3               | 3               |
| 1970 | "Stop The War Now"                                       | 26              | 5               | 33              |
| 1971 | "Funky Music Sho Nuff Turns Me On"                       | 64              | 6               | –               |
| 1972 | "Who Is The Leader of the People"                        | –               | –               | –               |
| 1973 | "There You Go"                                           | 80              | 12              | –               |
| 1973 | "You've Got My Soul on Fire"                             | –               | 40              | –               |
| 1974 | "Ain't It Hell Up in Harlem"                             | 110             | –               | –               |
| 1974 | "Big Papa"                                               | –               | –               | –               |
| 1974 | "Who's Right Or Wrong"                                   | –               | –               | –               |
| 1975 | "Pain"                                                   | –               | 25              | –               |
| 1975 | "Stay With Me"                                           | –               | 51              | –               |
| 1975 | "Abyssinia Jones"                                        | 98              | 25              | –               |
| 1976 | "Accident"                                               | –               | –               | –               |
| 1977 | "I Just Wanna Do My Thing"                               | –               | 94              | –               |
| 1978 | "I'm So into You"                                        | –               | –               | –               |
| 1979 | "Contact"                                                | 65              | 13              | 6               |
| 1979 | "H.A.P.P.Y. Radio"                                       | 79              | 28              | 9               |
| 1979 | "It's Called The Rock"                                   | –               | –               | –               |
| 1979 | "Tell A Star"                                            | –               | –               | –               |
| 1980 | "Stronger"                                               | –               | –               | –               |
| 1980 | "Boop Boop"                                              | –               | –               | –               |
| 1980 | "Get Up, Whirlpool"                                      | –               | –               | –               |
| 1981 | "Sweet"                                                  | –               | –               | –               |
| 1983 | "I Wanna Take You Home"                                  | –               | –               | –               |
| 1983 | "Smooth"                                                 | –               | –               | –               |
| 1984 | "Marvin"                                                 | –               | –               | –               |
| 1985 | "It Ain't Fair"                                          | –               | –               | 56              |
| 1985 | "Missiles"                                               | –               | –               | –               |
| 1986 | "Grapevine"                                              | –               | –               | –               |
| 1986 | "Soul Singer"                                            | –               | –               | –               |
| 1987 | "Whatever Makes Our Love Grow"                           | –               | –               | –               |
| 1988 | "Long Line of Lovers"                                    | –               | –               | –               |
| 1989 | "25 Miles '89"                                           | –               | –               | –               |
| 1990 | "She's The One"                                          | –               | –               | –               |
| 1990 | "Ain't No Stopping Us Now" with David Saylor             | –               | –               | –               |
| 1992 | "Darling Darling Baby"                                   | –               | –               | –               |
| 1993 | "War" Edwin Starr and Shadow                             | –               | –               | 69              |
| 1994 | "Can't Stop Thinking About You"                          | –               | –               | –               |